# ギス
ギス（義須、学名：Pterothrissus gissu）はソトイワシ目ソトイワシ科に属する魚類の一種。

## 概要
日本から中国・ロシアの近海にかけて分布し、水深200~1,000mの深海に生息する。全長50cm程度にまで成長する。スズキ目のキスに似ているが全く別の魚である。
背鰭と臀鰭はそれぞれ56-65本、12本の軟条で構成される。同じカライワシ上目に所属するウナギやアナゴなどと同様に、卵から孵化後は透明な体をもつ特徴的な仔魚、レプトケファルスを経て成長する。
身は蒲鉾の原料に用いられる。